# Веттруп
Веттруп (нім. Wettrup) — громада в Німеччині, розташована в землі Нижня Саксонія. Входить до складу району Емсланд. Складова частина об'єднання громад Ленгеріх.
Площа — 13,8 км2. Населення становить 532 ос. (станом на 31 грудня 2021).